# Ochlophobie
Ne doit pas être confondu avec agoraphobie, claustrophobie ou phobie sociale.
 Mise en garde médicale
L'ochlophobie (du grec ancien ὄχλος / óchlos : la foule) est citée parmi les phobies complexes. 
L'ochlophobie désigne une peur qui se manifeste dans les endroits où il y a beaucoup de personnes. Il s'agit donc d'une « peur de la foule », qui peut être distinguée de l'agoraphobie ou de la claustrophobie.
L'ochlophobie est proche de la démophobie, cette dernière englobant la première : on peut vouloir éviter de se mêler aux attroupements sans pour autant ressentir une oppression lorsqu'on y est contraint[pas clair][réf. nécessaire].

## Différences
Fréquemment confondue avec l'agoraphobie[réf. nécessaire], elle n'a pourtant rien à voir, les ochlophobes préfèrent justement les grands espaces afin de moins ressentir le « poids » qu'ils éprouvent face à une foule. Si l'agoraphobe peut avoir peur de la foule en tant que masse (en lien avec l'espace), l'ochlophobe voit dans la foule une densité ou une compression, voire une oppression (également, parfois, dans la peur du regard d'autrui). Dans ce sens, cette phobie se rapproche plus de la claustrophobie (peur des espaces confinés) que de l'agoraphobie (peur des grands espaces)[réf. nécessaire].

## Symptômes et conséquences
Le sentiment d'oppression au sein d'une foule se manifeste au travers de diverses réactions qui peuvent mener jusqu'à une attaque de panique. Les symptômes les plus typiques d'un tel sentiment d'oppression sont une irrégularité dans la respiration et la fréquence cardiaque, des nausées, des tremblements, des sensations d'engourdissement aux niveaux des membres, des bouffées de chaleur, une nervosité (qui à forte intensité est susceptible de conduire à une crise de nerfs, se manifestant par des tremblements, des pleurs) et une transpiration accrues.
L'ochlophobe finit par ne plus distinguer clairement ce qui l'entoure (que ce soit auditif ou visuel), a la sensation que le monde tourne, rend ou encore fait un malaise qui ressemble fortement à un malaise hypoglycémique mais qui est en fait un malaise vagal[réf. nécessaire].

## Traitement
La méthode utilisée le plus souvent pour remédier à une « crise » est d'isoler la personne, sans nécessairement la laisser seule, dans un endroit calme et spacieux, et, au besoin, de la soutenir moralement. Dans le but de la faire se concentrer sur autre chose que la source de son malaise, on peut également lui proposer de la nourriture.[réf. nécessaire]